# Championnat d'Irlande de baseball
| \| Dublin: Dublin Black Sox Dublin Hurricanes Dublin Spartans Dublin Belfast North Stars Greystones Mariners Munster Warriors \| Localisation des clubs engagés dans le championnat. |
| Dublin: Dublin Black Sox Dublin Hurricanes Dublin Spartans Dublin Belfast North Stars Greystones Mariners Munster Warriors                                                           |

Le championnat d'Irlande de baseball se tient depuis 1997. Il réunit l'élite des clubs irlandais sous l'égide de la Fédération irlandaise. Le tenant du trophée est le club des Dublin Spartans.
La compétition se déroule en deux phases. Une saison régulière mettant aux prises six clubs, puis des séries éliminatoires sous forme de demi-finales et finale.

## Histoire
Un an après la création de l'équipe d'Irlande, un championnat est créé en 1997 en s'appuyant sur les trois principaux foyers du baseball irlandais : Dublin, Belfast et Greystones. Le principal terrain utilisé est situé au Corkagh Park de Dublin, surnommé « Irish Field of Dreams ». Ce même terrain est utilisé pour les finales.

## Les clubs de l'édition 2011
Ouverture de la saison le 2 avril.
| Equipe              | Ville      |
| ------------------- | ---------- |
| Belfast North Stars | Belfast    |
| Dublin Black Sox    | Dublin     |
| Dublin Hurricanes   | Dublin     |
| Dublin Spartans     | Dublin     |
| Greystones Mariners | Greystones |
| Munster Warriors    | Limerick   |

Les Dublin Black Sox sont fondés en 2000. Ils absorbent les Dublin Panthers en 2004.
Créés en 2009, les Munster Warriors sont promus parmi l'élite en 2010. Les Warriors remplacent les Dublin Twins dans le championnat.
Les quatre autres clubs sont présents en championnat depuis 1997.

## Palmarès
Trois clubs de Dublin se partagent les titres.
| - 1997 : Dublin Hurricanes - 1998 : Dublin Panthers - 1999 : Dublin Spartans - 2000 : Dublin Spartans - 2001 : Dublin Panthers - 2002 : Dublin Spartans - 2003 : Dublin Hurricanes |  | - 2004 : Dublin Spartans - 2005 : Dublin Hurricanes - 2006 : Dublin Spartans - 2007 : Dublin Spartans - 2008 : Dublin Spartans - 2009 : Dublin Spartans - 2010 : Dublin Spartans |